# Mastians
Els mastians  (en llatí Mastiani, en grec antic Μαστιανοί) eren un poble de la costa sud d'Hispània a l'est de les columnes d'Hèrcules, als que pertanyia la ciutat de Màstia (Mastia, Μαστία), associada generalment a l'actual Cartagena.
Els mencionen Hecateu, Esteve de Bizanci i Polibi, però no apareix el seu nom en autors posteriors. Hanníbal se'n va emportar una bona part a Àfrica. Mastia podria la mateixa ciutat esmentada com a Massia (Μασσία), que Teopomp de Quios diu que era veïna dels tartessis. Hecateu assigna a aquest poble, a més de la ciutat de Màsia, les de Maenobra (Μαινόβωρα), probablement després Maenoba; Sixus (Σίξος) després Sex  o Hexi; Molybdana (Μολυβδάνα) i Syalis (Σύαλις) probablement després Suel.